# 类耳褶龙胆
类耳褶龙胆（学名：Gentiana otophoroides）是龙胆科龙胆属的植物。分布在缅甸以及中国大陆的西藏、云南等地，生长于海拔3,200米至4,050米的地区，常生长在石质山坡矮草地，目前尚未由人工引种栽培。